# 김정희 (성우)
김정희(1948년 9월 5일 ~ )는 대한민국의 성우이다. 1968년 TBC에 입사했으며, 1980년 언론통폐합으로 현재는 KBS 10기로 분류된다. 한국방송 성우극회 소속.

## 주요 출연작품

### 애니메이션
- 달려라 번개호 (KBS)
- 달타냥의 모험 (KBS) - 해설 / 앙느 왕비 / 카피
- 요술공주 밍키 (KBS) - 요술나라 여왕
- 101마리 달마시안 (KBS) - 유모
- 뾰로롱 꼬마마녀 (KBS) - 허브 고모
- 신데렐라 (KBS) - 계모
- 달려라 하니 (KBS) - 신경질 선생님
- 떠돌이 까치 (KBS) - 오 여인
- 마스크 (비디오) - 핀맨 부인 / 이블린
- 우주선장 율리시즈 (KBS)
- 은비 까비의 옛날 옛적에 (KBS) - 수다쟁이
- 왕부리 팅코 (SBS) - 링클
- 스피드왕 번개 (SBS) - 번개 엄마
- 노트르담의 천사 (SBS) - 안젤리카
- 올림포스 가디언 (SBS) - 드뤼아
- 슈퍼 마리오 (KBS)
- 헬로 스팽크 (투니버스) - 옥분
- 베르사이유의 장미 (VIDEO) - 자르제 부인 / 포리냐크 부인 / 해설(나중)

### 애니메이션 영화
- 101마리 강아지 - 유모
- 붕가부 (KBS) - 탄탄
- 잠자는 숲 속의 미녀 - 포나
- 치킨 런 (KBS)
- 화성특공대 (KBS)

### 외화

#### 전담배우
- 줄리 월터스
  - 맘마미아 (KBS) - 로지
  - 비커밍 제인 (KBS) - 오스틴 부인
  - 타이타닉 타운 (SBS) - 버니

#### 영화
- 굿바이 레닌 (KBS) - 프라우(크리스틴 쇼른)
- 그래도 베니스가 좋다 (KBS)
- 나의 발리우드 신부 (KBS)
- 나의 장미빛 인생 (KBS) - 할머니 (헬렌 벤상)
- 네버엔딩 스토리 2 (MBC) - 마녀 자이다 (클레어리사 버트)
- 달려라 청춘 (KBS) - 어머니 (바바라 배리)
- 데이라잇 (KBS) - 엘리노(클레어 블룸)
- 도리언 그레이의 허상 (KBS) - 소피아(올가 칼라토스)
- 라인 스톤 (SBS) - 제이크 (돌리 파튼)
- 러브 스토리 (KBS) - 올리버의 엄마(캐서린 밸포)
- 레미제라블 (SBS) - 마리우스의 고모(나탈리 네르발)
- 링컨 차를 타는 변호사 (KBS) - 루이스의 엄마(프랜시스 피셔)
- 머스킷티어 (KBS) - 귀족 부인
- 명탐정 디씨 (KBS)
- 미스 포터 (KBS)
- 미트 페어런츠 (KBS) - 린다 (필리스 조지)
- 미트 페어런츠 2 (KBS) - 디나 (블라이드 대너)
- 밀레니엄 캅 (KBS)
- 바라바 (KBS) - 줄리아
- 방세옥 (SBS) - 세옥의 어머니 (샤오팡팡)
- 법외정 (KBS) - 이용
- 벨파고 (KBS) - 글렌다 (줄리 크리스티)
- 블라인드 (KBS) - 엄마 (카텔리진 베르베케)
- 블래스트 (SBS) - 헬렌 (시시 스페이식)
- 비밀과 거짓말 (SBS) - 신시아 (브렌다 블레신)
- 비둘기가 날 때 (KBS) - 할머니(도로시 맥과이어)
- 빨간 구두 (KBS)
- 사랑과 미움의 교차로 (KBS)
- 사랑의 빛 (KBS) - 알렉스 오빠의 아내(밋지 호그)
- 사보타지 (SBS)
- 사소한 이야기들 (KBS)
- 샤인 (KBS) - 길리언 (린 레드그레이브)
- 설원의 윌 (KBS) - 매기 (페넬로페 윈더스트)
- 성룡의 미라클 (KBS)
- 숲 속의 눈동자 (KBS)
- 쉘 위 댄스 (KBS) - 다마코 (쿠사무라 레이코)
- 슈퍼맨 2 (KBS)
- 시스터 액트 2 (KBS)
- 아름다운 시절 (KBS) - 일세 (앤 워너 톰센)
- 아문센 (KBS) - 마이어 부인
- 아버지의 그늘 (KBS)
- 어거스트 러쉬 (KBS) - 음악학원 원장(마리안 셀즈)
- 어글리 우먼 (SBS)
- 오리엔트 특급 살인사건 (KBS) - 허버드 부인 (로런 버콜)
- 올리브 나무 사이로 (SBS)
- 워터월드 (SBS)
- 원스 어폰 어 타임 인 아메리카 (KBS)
- 웰컴 미스터 맥도날드 (KBS) - 노리코 (토다 케이코)
- 위대한 유산 (KBS) - 에리카 (넬 캠벨)
- 우정있는 설복(KBS) - 허즈페스 부인(마조리 메인)
- 유브 갓 메일 (SBS) - 버디 (진 스태플턴)
- 음식남녀 (KBS) - 금영의 엄마(귀아뢰)
- 인썸니아 (SBS) - 레이첼 클레먼트 (모라 티어니)
- 제니의 초상 (KBS) - 메리 수녀(릴리언 기시) / 학생(낸시 올슨)
- 자이언트 (KBS) - 어머니 (멀시데스 맥캠브릿지)
- 자칼 (KBS) - 영부인 (테스 하퍼)
- 장 폴 벨몽도의 밤의 추적자 (SBS)
- 제로 톨러런스 (KBS) - 서장 (마리아 린드스톰)
- 젤리피쉬 (KBS) - 마르카 (자하리라 하리파이)
- 죠스 2 (KBS) - 엘렌 브로디(로레인 게리)
- 줄리엣을 위하여 (KBS)
- 첨밀밀 (SBS) - 고모(저혜하)
- 칵테일 (KBS) - 보니(리사 밴스)
- 컬러 퍼플 (KBS) - 에이버리(마거릿 에이버리)
- 코쿤 (SBS) - 베스 맥카시 (그웬 버든)
- 쿵후 선생 (KBS) - 진 여사 (왕래)
- 쿼바디스 (SBS)
- 퀸 오브 뱀파이어 (SBS) - 마하렛 (레나 올린)
- 크러쉬 (SBS) - 리브 포레스터(귀니스 월쉬)
- 클라라의 결혼식 (KBS) - 클라라
- 클린 (SBS)
- 타워링 [1996년 더빙판] (KBS)
- 타이타닉 (KBS) - 루스 (프랜시스 피셔)
- 투명인간 (KBS) - 크리스 하트만 (엘크 소머)
- 파이널 디씨전 (SBS)
- 퍼펙트 머더 (SBS)
- 포레스트 검프 (KBS) - 검프 부인 (샐리 필드)
- 폭로 (KBS)
- 하이랜더 (KBS)
- 해커스 (KBS)
- 홀리 맨 (KBS) - 세탁부(엘로디아 리오베가)
- 7일간의 사랑 (SBS) - 실라 (블라이드 대너)

### 드라마
- 판관 포청천 (KBS) - 노마님
- 칠협오의 (SBS)
- 샌디베이의 악동들 (KBS)
- 남과 북 (KBS) - 애쉬튼 (테리 가버)
- 닥터 후 (KBS) - 카산드라
- 천사들의 합창 (SBS)
- 대마법사 멀린 (KBS) - 엠브로시아(빌리 화이틀로)
- 위기의 주부들 (KBS) - 필리스
- AD 2075 (KBS) - 그레이스 라조하
- 트윈 픽스 (KBS) - 캐서린 마첼 (파이퍼 로리) / 도나 헤이워드 (라라 플린 보일)
- 최후의 카테고리 7(KBS) - 페니(스우시 커츠)